# Hydrometra stagnorum
Hydrometra stagnorum és una espècie d'hemípter heteròpter de la família Hydrometridae. És una de les xinxes coneguda popularment com a sabater.

## Descripció
Heteròpter de 10 a 13 mm de llargada, esvelt amb el cap molt estirat cap a davant, potes llargues i antenes de quatre artells, sota l'abdomen està dotat de fins pèls que eviten que es mulli en l'aigua. Viu sobre la superfície de l'aigua, el seu feble pes impedeix que perfori la  pel·lícula superficial de l'aigua. Actives al capvespre per a reposar-se es retiren a la terra ferma.

## Distribució
És de distribució mediterrània. A Europa, no es troba en el nord; cap al sud arriba fins al nord d'Àfrica. És present en tot Catalunya. És regular i freqüent en tots els llocs on habita.

## Hàbitat
N'hi ha a gairebé totes les aigües, essent més abundants en aigües calmes i poc profundes, en basses i rius de curs lent amb vegetació de ribera. i S'alimenten d'insectes morts i ferits que suren damunt l'aigua. Els adults hivernen.